# Encadenamiento delantero
Encadenamiento delantero (o razonamiento delantero) es uno de los dos métodos principales de razonamiento a la hora de usar un motor de inferencia. Puede ser descrito lógicamente como aplicación repetitiva de modus ponens. Encadenamiento delantero es una estrategia de implementación popular para sistemas expertos y sistemas de producción. El opuesto de encadenamiento delantero es encadenamiento trasero. 
Encadenamiento delantero empieza con los datos disponibles y usa las reglas de razonamiento para extraer más información (de un usuario final, por ejemplo) hasta que una meta está logrado. Un motor de razonamiento que usa encadenamiento delantero busca las reglas de razonamiento hasta que busca uno en que el antecedente (la cláusula ‘si’) está sabido como la verdad. Cuando una regla así está buscado, el motor puede concluir, e inferir, el consecuente (la cláusula ‘entonces’), que resulta en la adición de nueva información a sus datos.
Motores de razonamiento iterarán a través de este proceso hasta que un meta está logrado. 
Por ejemplo, supone que el objetivo es para concluir el color de una mascota que se llama Ana, dado que croa y come moscas y que la base de reglas contiene las cuatro reglas siguientes: 
1. Si X croa y X come moscas - Entonces X es una rana
2. Si X pia y X canta - Entonces X un canario
3. Si X es una rana - Entonces X es verde
4. Si X es un canario - Entonces X es amarillo

Vamos a ilustrar encadenamiento delantero por seguir el modelo de una computadora así como evalúa las reglas. Supongamos los siguientes hechos: 
- Ana croa
- Ana come moscas

Con encadenamiento delantero, el motor de inferencia puede deducir que Ana es verde en una serie de pasos:
1. Ya que la base de dados indica que “Ana croa” y “Ana come moscas”, el antecedente de regla #1 se satisface por substituir Ana por X y el motor de inferencia concluye:
Ana es una rana
2. El antecedente de regla #3 es entonces satisfecho por sustituir Ana para X, y el motor de inferencia concluye:
Ana es verde
El nombre “encadenamiento delantero” viene del hecho que el motor de razonamiento empieza con los datos y razona su camino hacia la respuesta, en lugar de encadenamiento trasero, que trabaja al contrario. En este ejemplo, la segunda y la cuarta reglas no fueron usado para resolver que Ana es verde.  
Debido a que los datos determinan cuáles reglas se seleccionan y usan, se dice que este método se dirige por los dados, en contraste con el encadenamiento trasero que se dirige por los metas. El enfoque de encadenamiento delantero a menudo es utilizado por sistemas expertos, como CLIPS. 
Una de las ventajas de encadenamiento delantero sobre encadenamiento trasero es que la recepción de dados nuevos puede desencadenar inferencias nuevas, que hace que el motor se adapte mejor a situaciones dinámicas en que es probable que las condiciones cambien.